# جسر ملاح سليمان
جسر ملاح سليمان هو جسر مشاة معلق بطول 125 مترًا على نهر روميل في قسنطينة بالجزائر. افتتح في أبريل عام 1925 وكان وقتها ثالث أعلى جسر في العالم بارتفاع 110 م. عند انجازه كان الجسر يسمى ممر بيريغو، وفي سنة 1962 عربت الإدارة الجزائرية المستقلة هويته ليحمل اسم رشيد الحلواني المدعو ملاح سليمان.
صمم الجسر من قبل المهندس الفرنسي فرديناند آرودان ويعد نموذجاً مصغراً عن قنطرة سيدي مسيد سنة، يربط شارع العربي بن مهيدي بشارع رومانيا مما يعني أنه يربط حي محطة القطار بوسط المدينة القديمة، ويتم هذا الاتصال عبر درج أو مصعد ميرديسا. يقع الجسر في منتصف الطريق بين جسر سيدي راشد وجسر باب القنطرة. خضع الجسر للترميم في عام 2000 عندما تم استبدال كابلاته عن طريق الشركة الجزائرية (سابتا).
ارتبط الجسر بالعديد من الروايات المخيفة عند السكان المحليين فقد قيل أن الأشباح تسكن سلالم الجسر، عدا عن حالات الإنتحار للعديد من الأشخاص من فوقه.